# Борис Богданов (капитан)
Вижте пояснителната страница за други личности с името Борис Богданов.
Борис Стефанов Богданов e български военен деец.

## Биография
Роден е на 2 октомври 1887 година в софийското село Мирково, в семейството на опълченеца от Шипка Стефан Богданов. В София завършва военно училище и се дипломира с отличие по специалност военноинженерни науки. В 1912 година взема участие в Балканската война, а след това и в Междусъюзническата война. Сражава се на Солунския фронт по време на Първата световна война. Отличен е за бойните си подвизи с орден и кръст „За храброст“.
По време на Първата световна война, телеграфната рота, командвана от Богданов се установява край Петрич на 7 януари 1916 година, когато гръцките войски се готвят да нападнат и превземат града, съсредоточавайки големи сили там. Цар Фердинанд изпраща телеграма на Богданов да изведе населението от Петрич, а самият град да се опожари, за да не попадне в гръцки ръце. За да не изпълни заповедта и да не опожари града, Богданов се самоубива на 10 януари 1916 година. Гръцките войски се отказват от намеренията си, а петричани в знак на признателност към Богданов го погребват в двора на църквата „Свети Николай“. Впоследствие в негова чест издигат голям паметник. Препогребан е през 50-те години на XX век в градското гробище, когато през двора на църквата е решено да премине нова улица.
В село Мирково е издигнат паметник на капитан Богданов, който е тържествено открит през месец юни 2019 година. Той се намира се на южния вход за селото от към главен път Е871 (Подбалканския път).